# Cathédrale du Christ de Mobile
La cathédrale du Christ est une cathédrale anglicane située à Mobile, dans l'État de l'Alabama aux États-Unis. 

## Historique
La cathédrale du Christ a été fondée en 1823 en tant que première église épiscopalienne à Mobile et dans l'État de l'Alabama. Les premiers offices religieux de avaient eu lieu à Fort Condé pendant l'occupation britannique de Mobile. La première pierre de l'actuel bâtiment de style néo-grec a été posée en 1838 et sa construction achevée en 1840. Il s'agit d'un bâtiment en stuc recouvert de brique et de pierre.
En 1906, un ouragan majeur a balayé la région de Mobile et la tempête a détruit le clocher d'origine et le toit. Une fois les réparations terminées, le clocher ne fut pas remplacé et l'église garda son apparence moderne. Un nouveau clocher a été installé en avril 2017. L'intérieur, qui a dû être reconstruit après le désastre de 1906, présente des vitraux de Franz Mayer & Co. et de Tiffany Studios.
L'église est devenue la cathédrale du diocèse épiscopal de la côte centrale du Golfe en 2005.